# Лунсин
Лунсин (кит. трад. 隆興寺, упр. 隆兴寺, пиньинь Lóngxīng Sì, буквально: «Храм процветания») — древний буддийский монастырь, расположенный близ города Чжэндин в провинции Хэбэй, примерно в 15 километрах к северу от центра провинции, Шицзячжуана. Существует его упоминание как «первого храма к югу от Пекина».

## История
Монастырь был построен в 586 году, во времена империи Суй. Изначальное название монастыря было Лунцан (кит. упр. 龙藏寺, пиньинь Lóngcáng Sì, буквально: «Монастырь канона Махаяны»). Одна из старейших стел на территории монастыря, названная стелой Лунцансы (кит. упр. 龙藏寺碑, пиньинь Lóngcáng Sì Bēi), датируется годом основания монастыря. Большая часть самого монастыря была перестроена во времена империи Сун.
Следуя общему правилу, монастырский комплекс имеет центральную ось, вдоль которой выстроена последовательность зданий. Первым зданием является Зал Небесных Царей. С другой стороны по оси расположен Главный зал (кит. упр. 大悲阁, пиньинь Dàbēi Gé), 33-метровая деревянная конструкция, в которой находится бронзовая статуя Гуаньинь. Эта статуя была поставлена в первые годы правления династии Сун, ее высота превышает 20 метров. Лестница внутри главного зала ведет вокруг статуи вверх.
Другими известными достопримечательностями монастыря являются красочная деревянная резьба Гуаньинь, сидящей в гроте, и статуи Будды, сидящего на троне-лотосе.
Уникальным сооружением деревянной архитектуры времен династии Сун в монастыре является Павильон вращающейся библиотеки, восстановленный в XX веке. В павильоне находится вращающийся книжный шкаф, который ранее использовался для хранения священных текстов и буддийских сутр. Этот вращающийся книжный шкаф архив восходит к XII веку, и является самым старым существующим вращающимся хранилищем в своем роде.
Сегодня монастырь Лунсин открыт для публики в качестве музея.

## Галерея
- Табличка над входом в Зал драгоценности
- Вращающийся шкаф
- Стела монастыря
- Элементы деревянной архитектуры